# Leuchtenbergring
Der Leuchtenbergring ist ein vierstreifiges Teilstück des Mittleren Rings in München.

## Verlauf
Der Leuchtenbergring schließt sich an der Kreuzung mit der Prinzregentenstraße direkt an die Richard-Strauss-Straße an. Südlich der Kreuzung mit der Einsteinstraße befindet sich die Ausfahrt des Richard-Strauss-Tunnels, der die Richard-Strauss-Straße und ihre Anwohner seit seiner Fertigstellung erheblich entlastet.
Anschließend führt die Leuchtenbergring-Unterführung unter den Bahngleisen der S-Bahn-Stammstrecke (mit der Station Leuchtenbergring der S-Bahn-Linien 1, 2, 4, 6 und 8) sowie den Bahnstrecken Richtung Mühldorf und Rosenheim hindurch. Eine Auf- und Abfahrt führt zur Berg-am-Laim-Straße, die als Bundesstraße 304 die östlichen Stadtteile Berg am Laim, Trudering und Waldtrudering erschließt.

## Leuchtenbergring-Unterführung

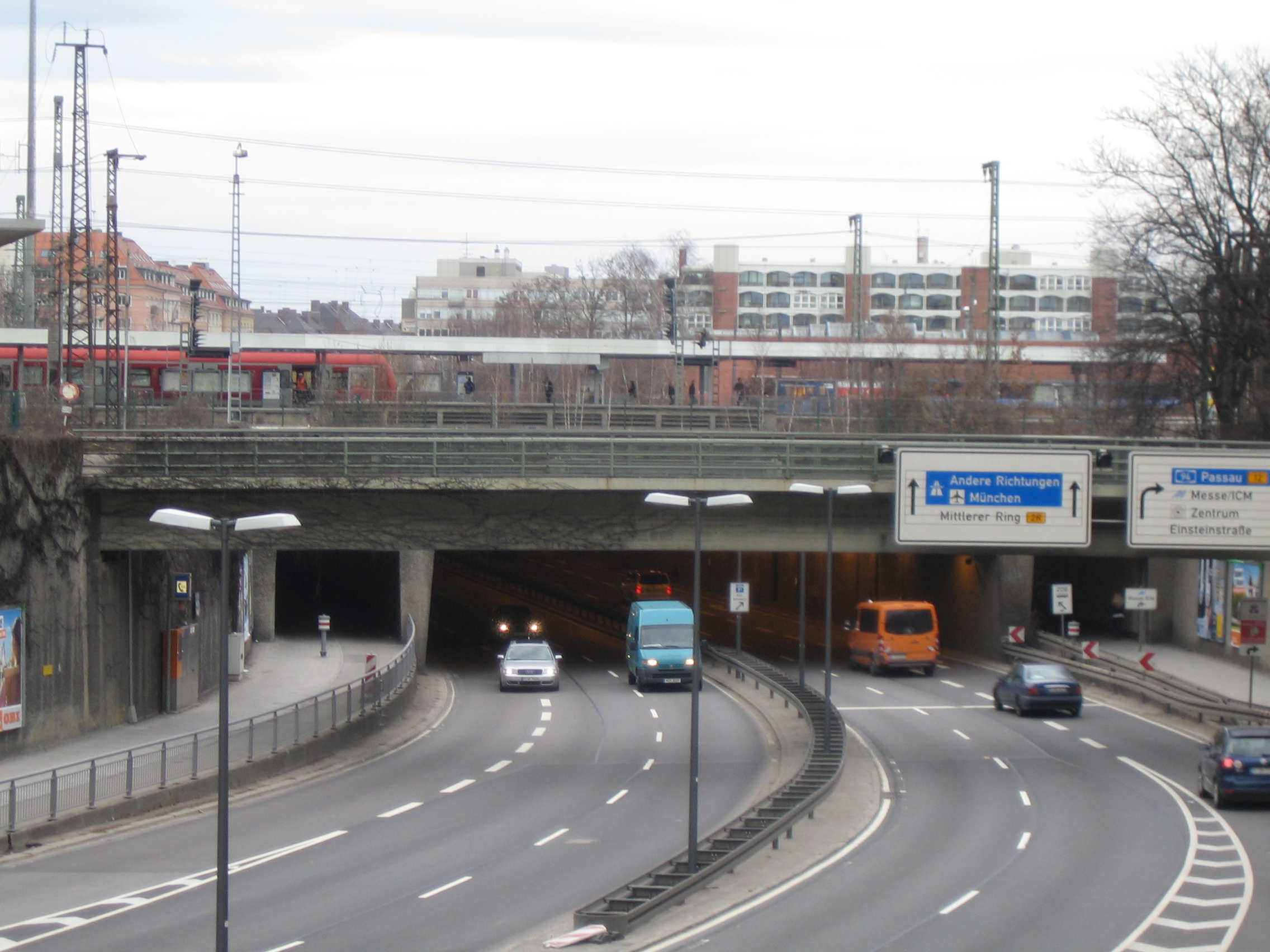
Die Leuchtenbergring-Unterführung von Süden

Die 167 Meter lange Leuchtenbergring-Unterführung wurde 1958 dem Verkehr übergeben, die die Bahnanlagen im Bahnhofsvorfeld München Ost unterfährt und seit 1972 den S-Bahnhof Leuchtenbergring beherbergt.
Im Zuge des kreuzungsfreien Ausbaues des Mittleren Ringes Ost wurde die Leuchtenbergring-Unterführung 2008/09 nachgerüstet und damit den gültigen europäischen Sicherheitsstandards angepasst. Auf dem Leuchtenbergring kam es daher bis 2009 zu Verkehrsbehinderungen, da durch den Tunnelbau die Fahrstreifen nur eingeengt zur Verfügung standen und mehrmals verlegt werden mussten.
Seit dem Abschluss der Aufrüstung 2009 wird die Unterführung als Teil der sogenannten Tunnelkette Mittlerer Ring Ost behandelt, die vom Effnertunnel im Norden bis zum Innsbrucker-Ring-Tunnel im Süden reicht. Diese Tunnelbauwerke werden alle hinsichtlich Verkehrsbeeinflussung und Rettungseinsatzplanung als eine Einheit behandelt und besitzen deshalb miteinander verknüpfte sicherheits- und verkehrstechnische Systeme.
Die Wand am Leuchtenbergtunnel wird auf 300 Metern von der Künstlerin Janine Mackenroth bemalt.

## Gebäude
Da der Leuchtenbergring in der Nähe des Ostbahnhofs liegt, und diese Gegend als eine der Wirtschafts-Toplagen in der Region gilt, ist eine Strukturverdichtung in diesem Bereich abzusehen. Ein Beispiel für diese Strukturverdichtung ist das Telekom Center München, ein Ensemble von 10 gleichförmigen Hochhäusern Ecke Berg-am-Laim-Straße/Leuchtenbergring. Der Hauptmieter in den 2002–2005 entstandenen Gebäuden ist die Deutsche Telekom.
Aus dem Stahlgruber-Center auf dem Gelände Einsteinstraße/Ecke Leuchtenbergring wurde 2009 nach eineinhalb Jahren Umbau Daseinstein, Münchens größtes Einkaufszentrum innerhalb des Mittleren Rings.

## Namensgeber
Der Leuchtenbergring ist vermutlich nach Eugène de Beauharnais, der von Max I. Joseph zum Herzog von Leuchtenberg ernannt wurde, benannt. Das Adelsgeschlecht derer von Leuchtenberg hatte seinen Sitz zeitweilig in der gleichnamigen Gemeinde Leuchtenberg in der Oberpfalz.